# Seznam válečných lodí ztracených během druhé světové války
Seznam válečných lodí ztracených během druhé světové války zahrnuje letadlové lodě, bitevní lodě, bitevní křižníky a všechny typy křižníků, které byly z jakékoliv příčiny ztraceny v druhé světové válce. Do seznamu nejsou zahrnuty typy lodí menší než torpédoborec včetně.

## 1939
- Legenda k tabulce: † zabito, ± zraněno, × zachráněno či zajato

| Jméno lodi        | Vlastník                      | Fotografie        | Typ            | Třída       | Datum potopení | Příčina                                                                                     | Ztráty |
| ----------------- | ----------------------------- | ----------------- | -------------- | ----------- | -------------- | ------------------------------------------------------------------------------------------- | ------ |
| HMS Courageous    | Britské královské námořnictvo | HMS Courageous    | letadlová loď  | Courageous  | 17. září       | Potopena dvěma torpédy německé ponorky U 29 západně od irského pobřeží.                     | † 519  |
| Pluton            | Francouzské námořnictvo       | Pluton            | minový křižník | –           | 18. září       | V Casablance ho zničila vnitřní exploze.                                                    | ?      |
| HMS Royal Oak     | Britské královské námořnictvo | HMS Royal Oak     | bitevní loď    | Revenge     | 14. října      | Na základně ve Scapa Flow byla potopena třemi torpédy německé ponorky U 47 Günthera Priena. | ?      |
| Admiral Graf Spee | Kriegsmarine                  | Admiral Graf Spee | pancéřová loď  | Deutschland | 17. prosince   | Potopen vlastní posádkou v Río de la Plata.                                                 | ?      |

## 1940
- Legenda k tabulce: † zabito, ± zraněno, × zachráněno či zajato

| Jméno lodi          | Vlastník                      | Fotografie          | Typ                  | Třída           | Datum potopení | Příčina | Ztráty |
| ------------------- | ----------------------------- | ------------------- | -------------------- | --------------- | -------------- | --- | ------ |
| San Giorgio         | Italské královské námořnictvo | San Giorgio         | pancéřový křižník    | San Giorgio     | 22. ledna      | Těžce poškozen britskou bitevní lodí HMS Warspite a letectvem. Následně v Tobruku potopen vlastní posádkou. | ?      |
| Eidsvold            | Norské královské námořnictvo  | Eidsvold            | pobřežní bitevní loď | Eidsvold        | 9. dubna       | Bitva o Narvik. V přístavu Narvik byl torpédován německými torpédoborci. | ?      |
| Norge               | Norské královské námořnictvo  | Norge               | pobřežní bitevní loď | Eidsvold        | 9. dubna       | Bitva o Narvik. V přístavu Narvik byl torpédován německými torpédoborci. | ?      |
| Blücher             | Kriegsmarine                  | Lützow              | těžký křižník        | Admiral Hipper  | 9. dubna       | Na začátku Operace Weserübung se podílel útoku na Oslo, přičemž byl při vstupu do Oslofjordu těžce poškozen norskou pobřežní dělostřeleckou baterií a doražen torpédy z pobřežní torpédové baterie.                                                         | ?      |
| Karlsruhe           | Kriegsmarine                  | Karlsruhe           | lehký křižník        | Königsberg      | 9. dubna       | Potopen torpédy britské ponorky HMS Truant. | ?      |
| Königsberg          | Kriegsmarine                  | Königsberg          | lehký křižník        | Königsberg      | 10. dubna      | V Bergenu potopen dvěma zásahy britských střemhlavých bombardérů Blackburn Skua. | ?      |
| HMS Curlew          | Britské královské námořnictvo | HMS Curlew          | lehký křižník        | Ceres           | 26. května     | Potopen německými letadly během jeho nasazení v Norsku. | ?      |
| HMS Glorious        | Britské královské námořnictvo | HMS Glorious        | letadlová loď        | Courageous      | 8. června      | Během operace Alphabet (evakuace všech britských jednotek z Norska) byl v Norském moři potopen dělostřelbou německých bitevních křižníků Scharnhorst a Gneisenau.                                                                                           | † 1519 |
| HMS Calypso         | Britské královské námořnictvo | HMS Calypso         | lehký křižník        | Caledon         | 12. června     | Jižně od Kréty potopen italskou ponorkou Bagnolini. | ?      |
| Bretagne            | Francouzské námořnictvo       | Bretagne            | bitevní loď          | Bretagne        | 3. července    | Potopena palbou bitevních lodí HMS Valiant, HMS Resolution a bitevního křižníku HMS Hood při britském útoku na Mers-el-Kébir. | ?      |
| Bartolomeo Colleoni | Italské královské námořnictvo | Bartolomeo Colleoni | lehký křižník        | Di Giussano     | 19. července   | V bitvě u mysu Spatha byl nejprve zasažen do strojovny a kotelny, což způsobilo zastavení lodě a potom doražen torpédy z torpédoborců HMS Hyperion a HMS Ilex.                                                                                              | † 121  |
| Elli                | Řecké námořnictvo             | Elli                | lehký křižník        | –               | 15. srpna      | Ještě před vyhlášením války byl, u břehu ostrova Tinos, potopen italskou ponorkou Delfino. | ?      |
| Conte di Cavour     | Italské královské námořnictvo | Conte di Cavour     | bitevní loď          | Conte di Cavour | 11. listopadu  | Během britského útoku na Tarent loď potopilo letecké torpédo. Později byla vyzdvižena, ale do kapitulace Itálie nebyla opravena. Po kapitulaci loď ukořistili Němci, nebyla opravena a 15. února 1945 ji během náletu na Terst zničilo spojenecké letectvo. | ?      |
| Caio Duilio         | Italské královské námořnictvo | Caio Duilio         | bitevní loď          | Andrea Doria    | 11. listopadu  | Během britského útoku na Tarent loď potopilo letecké torpédo. Později byla vyzdvižena, modernizována, ale do kapitulace Itálie nebyla vrácena do služby. | ?      |

## 1941
- Legenda k tabulce: † zabito, ± zraněno, × zachráněno či zajato

| Jméno lodi           | Vlastník                         | Fotografie                | Typ                    | Třída           | Datum potopení | Příčina | Ztráty     |
| -------------------- | -------------------------------- | ------------------------- | ---------------------- | --------------- | -------------- | --- | ---------- |
| HMS Southampton      | Britské královské námořnictvo    | HMS Southampton           | lehký křižník          | Southampton     | 10. ledna      | Poblíž Malty byl těžce poškozen německými bombardéry a následně potopen ostatními loďmi svazu. |            |
| Armando Diaz         | Italské královské námořnictvo    | Armando Diaz              | lehký křižník          | Luigi Cadorna   | 25. února      | Potopen britskou ponorkou HMS Upright. | ?          |
| Zara                 | Italské královské námořnictvo    | Zara                      | těžký křižník          | Zara            | 29. března     | Potopen během bitvy u Matapanu. | ?          |
| Fiume                | Italské královské námořnictvo    | Fiume                     | těžký křižník          | Zara            | 29. března     | Potopen během bitvy u Matapanu. | ?          |
| Pola                 | Italské královské námořnictvo    | Pola                      | těžký křižník          | Zara            | 29. března     | Potopen během bitvy u Matapanu. | ?          |
| HMS Bonaventure      | Britské královské námořnictvo    | HMS Bonaventure           | lehký křižník          | Dido            | 31. března     | Potopen italskou ponorkou Ambra. | ?          |
| HMS Fiji             | Britské královské námořnictvo    | HMS Fiji                  | lehký křižník          | Fiji            | 22. května     | Potopen bombardéry u Kréty. | ?          |
| HMS Gloucester       | Britské královské námořnictvo    | HMS Gloucester            | lehký křižník          | Gloucester      | 22. května     | Poblíž Kréty ho potopily německé bombardéry. | ?          |
| HMS York             | Britské královské námořnictvo    | HMS York                  | těžký křižník          | York            | 22. května     | V zátoce Suda na Krétě byl vážně poškozen italskými výbušnými čluny a dosedl na dno zátoky. Jelikož nebylo v britských silách loď zachránit, zneškodnily ji demoliční čety.                                 | ?          |
| HMS Hood             | Britské královské námořnictvo    | HMS Hood                  | bitevní křižník        | Admiral         | 24. května     | Potopen německou bitevní lodí Bismarck v bitvě v Dánském průlivu. | ?          |
| Bismarck             | Kriegsmarine                     | Bismarck                  | bitevní loď            | Bismarck        | 27. května     | Po několikadenním pronásledování byl poškozen torpédovými bombardéry Swordfish z HMS Ark Royal a posléze potopen bitevními loděmi HMS Rodney a HMS King George V a dalšími plavidly.                        | ?          |
| HMS Calcutta         | Britské královské námořnictvo    | HMS Calcutta              | lehký křižník          | Carlisle        | 1. června      | Potopen poblíž Alexandrie německými bombardéry. | ?          |
| Ilmarinen            | Finské námořnictvo               | Ilmarinen                 | pobřežní bitevní loď   | Väinämöinen     | 15. srpna      | Během operace Nordwind loď najela na minu a potopila se. | † 271      |
| Marat                | Sovětské námořnictvo             | Marat                     | bitevní loď            | Gangut          | 25. září       | Potopen německými bombardéry. Dosedl na dno přístavu Kronštadt a již nebyl opraven. Příležitostně byl použit jako dělostřelecká baterie.                                                                    | ?          |
| HMS Curacoa          | Britské královské námořnictvo    | HMS Curacoa               | lehký křižník          | Ceres           | 2. října       | Potopil se severně od Irska po srážce s pasažérskou lodí RMS Queen Mary. | ?          |
| Červona Ukrajina     | Sovětské námořnictvo             | Červona Ukrajina          | lehký křižník          | Světlana        | 13. listopadu  | Černé moře. Křižník potopily německé střemhlavé bombardéry Junkers Ju 87. | ?          |
| HMS Ark Royal        | Britské královské námořnictvo    | HMS Ark Royal             | letadlová loď          | —               | 14. listopadu  | Potopena německou ponorkou U 81. | ?          |
| HMAS Sydney          | Austrálské královské námořnictvo | HMAS Sydney               | lehký křižník          | Leander         | 19. listopadu  | Západně od Austrálie byl překvapen německým pomocným křižníkem Kormoran, vydávajícím se za nizozemské plavidlo. Obě lodě se v bitvě navzájem potopily, Sydney ovšem klesl na mořské dno i s celou posádkou. | † 645      |
| HMS Dunedin          | Britské královské námořnictvo    | HMS Dunedin               | lehký křižník          | Danae           | 24. listopadu  | Potopen východně od brazilského pobřeží dvěma torpédy vystřelenými německou ponorkou U 124. | ?          |
| HMS Barham           | Britské královské námořnictvo    | HMS Barham                | bitevní loď            | Queen Elizabeth | 25. listopadu  | Ve Středozemním moři vybuchla po zásahu torpédy německé ponorky U 331. | ?          |
| USS Arizona          | US Navy                          | USS Arizona               | bitevní loď            | Pennsylvania    | 7. prosince    | Potopena japonskými letadly během útoku na Pearl Harbor. | ?          |
| USS Oklahoma         | US Navy                          | USS Oklahoma              | bitevní loď            | Nevada          | 7. prosince    | Potopena japonskými letadly během útoku na Pearl Harbor. | † přes 400 |
| USS Utah             | US Navy                          | USS Utah                  | bitevní loď            | Florida         | 7. prosince    | Potopena japonským leteckým torpédem během útoku na Pearl Harbor. | † 64       |
| HMS Prince of Wales  | Britské královské námořnictvo    | HMS Prince of Wales       | bitevní loď            | King George V   | 10. prosince   | Potopen japonskými letadly v Jihočínském moři. | ?          |
| HMS Repulse          | Britské královské námořnictvo    | HMS Repulse               | bitevní křižník        | Renown          | 10. prosince   | Potopen japonskými letadly v Jihočínském moři. | ?          |
| Alberto di Giussano  | Italské královské námořnictvo    | Třída Alberto di Giussano | lehký křižník          | Di Giussano     | 13. prosince   | V bitvě u mysu Bon ho potopily tři britské a jeden nizozemský torpédoborec. | ?          |
| Alberico da Barbiano | Italské královské námořnictvo    | Třída Alberto di Giussano | lehký křižník          | Di Giussano     | 13. prosince   | V bitvě u mysu Bon ho potopily tři britské a jeden nizozemský torpédoborec. | ?          |
| HMS Galatea          | Britské královské námořnictvo    | HMS Galatea               | lehký křižník          | Arethusa        | 14. prosince   | Potopena německou ponorkou U 557 nedaleko egyptské Alexandrie. | † 470      |
| HMS Neptune          | Britské královské námořnictvo    | HMS Neptune               | lehký křižník          | Leander         | 19. prosince   | Ve Středomoří se účastnil nájezdu britského svazu K proti konvojům Osy, během kterého se potopil po najetí na čtyři miny.                                                                                   | ?          |
| HMS Audacity         | Britské královské námořnictvo    | HMS Audacity              | eskortní letadlová loď | —               | 21. prosince   | Potopena německou ponorkou U 751 ve středním Atlantiku. | ?          |

## 1942
- Legenda k tabulce: † zabito, ± zraněno, × zachráněno či zajato

| Jméno lodi                | Vlastník                         | Fotografie                           | Typ                    | Třída                 | Datum potopení | Příčina | Ztráty |
| ------------------------- | -------------------------------- | ------------------------------------ | ---------------------- | --------------------- | -------------- | --- | ------ |
| USS Langley               | US Navy                          | USS Langley                          | letadlová loď          | —                     | 27. února      | Poškozena japonskými letouny a následně byla potopena vlastní eskortou. | ?      |
| Java                      | Nizozemské královské námořnictvo | Java                                 | lehký křižník          | třída Java            | 27. února      | Potopen v bitvě v Jávském moři. | ?      |
| De Ruyter                 | Nizozemské královské námořnictvo | De Ruyter                            | lehký křižník          | –                     | 28. února      | Potopen v bitvě v Jávském moři. | ?      |
| HMAS Perth                | Austrálské královské námořnictvo | HMAS Perth                           | lehký křižník          | Leander               | 1. března      | Potopen během bitvy v Sundském průlivu. | ?      |
| USS Houston               | US Navy                          | USS Houston                          | těžký křižník          | Northampton           | 1. března      | Potopen v bitvě v Sundském průlivu. | ?      |
| HMS Exeter                | Britské královské námořnictvo    | HMS Exeter                           | těžký křižník          | York                  | 1. března      | Po poškození v bitvě v Jávském moři se pokusil uniknout z oblasti bojů s japonským císařským námořnictvem, byl 1. března 1942 v průlivu Sunda dostižen a v bitvě u Baweanu potopen japonským svazem složeným z těžkých křižníků Nači, Haguro, Mjókó, Ašigara a šesti torpédoborců. | ?      |
| HMS Naiad                 | Britské královské námořnictvo    | HMS Naiad                            | lehký křižník          | Dido                  | 11. března     | Potopen u Kréty německou ponorkou U 565. | ?      |
| Giovanni delle Bande Nere | Italské královské námořnictvo    | Třída Di Giussano                    | lehký křižník          | Di Giussano           | 1. dubna       | Potopen britskou ponorkou HMS Urge. | ?      |
| HMS Cornwall              | Britské královské námořnictvo    | HMS Cornwall                         | těžký křižník          | Kent                  | 5. dubna       | Potopen, společně s HMS Dorsetshire, během japonského výpadu do Indického oceánu. | ?      |
| HMS Dorsetshire           | Britské královské námořnictvo    | HMS Dorsetshire                      | těžký křižník          | Dorsetshire           | 5. dubna       | Potopen, společně s HMS Cornwall, během japonského výpadu do Indického oceánu. | ?      |
| HMS Hermes                | Britské královské námořnictvo    | HMS Hermes                           | letadlová loď          | —                     | 9. dubna       | Potopen poblíž Cejlonu po zásahu desítek pum japonských palubních střemhlavých bombardérů. |        |
| HMS Edinburgh             | Britské královské námořnictvo    | HMS Town                             | lehký křižník          | Town                  | 2. května      | Poté, co byl poškozen dvěma torpédy z německé ponorky U 456 z 30. dubna a torpédem německého torpédoborce z 2. května, potopen vlastním torpédoborcem. | † 58   |
| Šóhó                      | Japonské císařské námořnictvo    | Šóhó                                 | letadlová loď          | Šóhó                  | 7. května      | Potopena americkými palubními bombardéry v bitvě v Korálovém moři | ?      |
| USS Lexington             | US Navy                          | USS Lexington                        | letadlová loď          | Lexington             | 8. května      | Potopena v bitvě v Korálovém moři. | ?      |
| HMS Trinidad              | Britské královské námořnictvo    | HMS Trinidad                         | lehký křižník          | Fiji                  | 15. května     | Potopen po těžkých poškozeních, způsobených letectvem. | ?      |
| Asahi                     | Japonské císařské námořnictvo    | Asahi                                | predreadnought         | –                     | 26. května     | Potopena v noci z 25. na 26. května dvěma torpédy z americké ponorky USS Salmon. | † 814  |
| Kaga                      | Japonské císařské námořnictvo    | Kaga                                 | letadlová loď          | —                     | 4. června      | Poté, co byla těžce poškozena americkými letouny v bitvě o Midway, byla potopena vlastními torpédoborci. | † 814  |
| Sórjú                     | Japonské císařské námořnictvo    | Sórjú                                | letadlová loď          | Sórjú                 | 4. června      | Poté, co byla těžce poškozena americkými letouny v bitvě o Midway, byla potopena vlastními torpédoborci. | † 718  |
| Akagi                     | Japonské císařské námořnictvo    | Akagi                                | letadlová loď          | Amagi                 | 5. června      | Poté, co byla těžce poškozena americkými letouny v bitvě o Midway, byla o den později potopena vlastními torpédoborci. | † 263  |
| Hirjú                     | Japonské císařské námořnictvo    | Hirjú                                | letadlová loď          | Sórjú                 | 5. června      | Poté, co byla těžce poškozena americkými letouny v bitvě o Midway, byla o den později potopena vlastními torpédoborci. | † 416  |
| Mikuma                    | Japonské císařské námořnictvo    | Mikuma                               | těžký křižník          | Mogami                | 6. června      | Potopena americkými bombardéry během bitvy u Midway. | ?      |
| USS Yorktown              | US Navy                          | USS Yorktown                         | letadlová loď          | Yorktown              | 7. června      | Potopena japonskou ponorkou I-168 během bitvy o Midway. | ?      |
| Trento                    | Italské královské námořnictvo    | Trento                               | těžký křižník          | Trento                | 15. června     | Během bojů, spojených s britskou Operací Vigorous, byl nejprve poškozen leteckým torpédem britského bombardéru Bristol Beaufort, startujícího z Malty a o několik hodin později potopen britskou ponorkou HMS Umbra.                                                               | ?      |
| HMS Hermione              | Britské královské námořnictvo    | HMS Hermione                         | lehký křižník          | Dido                  | 16. června     | Během Operace Vigorous ji potopila německá ponorka U 205. | ?      |
| HMAS Canberra             | Austrálské královské námořnictvo | HMAS Canberra během evakuace posádky | těžký křižník          | Kent                  | 9. srpna       | Potopen válečnými plavidly japonského námořnictva v noční bitvě u ostrova Savo. | ?      |
| USS Astoria               | US Navy                          | USS Astoria                          | těžký křižník          | New Orleans           | 9. srpna       | Potopen válečnými plavidly japonského námořnictva v noční bitvě u ostrova Savo. | ?      |
| USS Quincy                | US Navy                          | USS Quincy                           | těžký křižník          | New Orleans           | 9. srpna       | Potopen válečnými plavidly japonského námořnictva v noční bitvě u ostrova Savo. | ?      |
| USS Vincennes             | US Navy                          | USS Vincennes                        | těžký křižník          | New Orleans           | 9. srpna       | Potopen válečnými plavidly japonského námořnictva v noční bitvě u ostrova Savo. | ?      |
| Kako                      | Japonské císařské námořnictvo    | Kako                                 | těžký křižník          | Furutaka              | 10. srpna      | Potopen americkou ponorkou USS S-44. | ?      |
| HMS Eagle                 | Britské královské námořnictvo    | HMS Eagle                            | letadlová loď          | —                     | 11. srpna      | Během operace Pedestal ji potopila čtyři torpéda německé ponorky U 73. | ?      |
| HMS Cairo                 | Britské královské námořnictvo    | HMS Cairo                            | lehký křižník          | Carlisle              | 12. srpna      | Potopen italskou ponorkou Axum. | ?      |
| HMS Manchester            | Britské královské námořnictvo    | HMS Manchester                       | lehký křižník          | Gloucester            | 13. srpna      | Během operace Pedestal ho ve Středomoří potopily italské torpédové čluny MAS. | ?      |
| Rjúdžó                    | Japonské císařské námořnictvo    | Rjúdžó                               | letadlová loď          | —                     | 24. srpna      | Potopena americkými bombardéry v bitvě u východních Šalomounů. | ?      |
| HMS Coventry              | Britské královské námořnictvo    | HMS Coventry                         | lehký křižník          | Ceres                 | 14. září       | Poblíž Tobruku ho potopily italské letouny. | ?      |
| USS Wasp                  | US Navy                          | USS Wasp                             | letadlová loď          | Yorktown              | 15. září       | Potopen japonskou ponorkou I-19. | ?      |
| Furutaka                  | Japonské císařské námořnictvo    | Furutaka                             | těžký křižník          | Furutaka              | 12. října      | potopena v bitvě u mysu Esperance | ?      |
| Jura                      | Japonské císařské námořnictvo    | Jura                                 | lehký křižník          | Nagara                | 26. října      | Potopen americkými letadly. | ?      |
| USS Hornet                | US Navy                          | USS Hornet                           | letadlová loď          | Yorktown              | 27. října      | Potopen během bitvy u Santa Cruz. | ?      |
| Primauguet                | Francouzské námořnictvo          | Třída Duguay-Trouin                  | lehký křižník          | Duguay-Trouin         | 8. listopadu   | Během pokusu zabránit spojeneckému vylodění v Severní Africe (Operace Torch) byl u Casablanky potopen americkou bitevní lodí USS Massachusetts. | ?      |
| Kinugasa                  | Japonské císařské námořnictvo    | Kinugasa                             | těžký křižník          | Aoba                  | 14. listopadu  | Jižně od Rendova potopena během bitvy u Guadalcanalu americkými palubními bombardéry z USS Enterprise. | ?      |
| Hiei                      | Japonské císařské námořnictvo    | Hiei                                 | bitevní loď            | Kongó                 | 13. listopadu  | potopena u ostrova Savo v námořní bitvě u Guadalcanalu | ?      |
| Kirišima                  | Japonské císařské námořnictvo    | Kirišima                             | bitevní loď            | Kongó                 | 15. listopadu  | potopena u ostrova Savo v námořní bitvě u Guadalcanalu | ?      |
| USS Atlanta               | US Navy                          | USS Atlanta                          | lehký křižník          | Atlanta               | 13. listopadu  | Potopen v bitvě u Guadalcanalu | ?      |
| USS Juneau                | US Navy                          | USS Juneau                           | lehký křižník          | Atlanta               | 13. listopadu  | Potopen v bitvě u Guadalcanalu | ?      |
| HMS Avenger               | Britské královské námořnictvo    | HMS Avenger                          | eskortní letadlová loď | Avenger               | 15. listopadu  | Potopena poblíž Gibraltaru německou ponorkou U 155. | ?      |
| Dunkerque                 | Francouzské námořnictvo          | Dunkerque                            | bitevní loď            | Dunkerque             | 27. listopadu  | Na základně v Toulonu potopena vlastní posádkou, aby nepadla do německých rukou. | ?      |
| Strasbourg                | Francouzské námořnictvo          | Strasbourg                           | bitevní loď            | Dunkerque             | 27. listopadu  | Na základně v Toulonu potopena vlastní posádkou, aby nepadla do německých rukou. | ?      |
| Provence                  | Francouzské námořnictvo          | Provence                             | bitevní loď            | Bretagne              | 27. listopadu  | Na základně v Toulonu potopena vlastní posádkou, aby nepadla do německých rukou. | ?      |
| Colbert                   | Francouzské námořnictvo          | Colbert                              | těžký křižník          | Suffren               | 27. listopadu  | Na základně v Toulonu potopen vlastní posádkou, aby nepadl do německých rukou. | ?      |
| Foch                      | Francouzské námořnictvo          | Foch                                 | těžký křižník          | Suffren               | 27. listopadu  | Na základně v Toulonu potopen vlastní posádkou, aby nepadl do německých rukou. | ?      |
| Dupleix                   | Francouzské námořnictvo          | Dupleix                              | těžký křižník          | Suffren               | 27. listopadu  | Na základně v Toulonu potopen vlastní posádkou, aby nepadl do německých rukou. | ?      |
| Algérie                   | Francouzské námořnictvo          | Algérie                              | těžký křižník          | –                     | 27. listopadu  | Na základně v Toulonu potopen vlastní posádkou, aby nepadl do německých rukou. | ?      |
| La Galissonnière          | Francouzské námořnictvo          | La Galissonnière                     | lehký křižník          | La Galissonnière      | 27. listopadu  | Na základně v Toulonu potopen vlastní posádkou, aby nepadl do německých rukou. | ?      |
| Jean de Vienne            | Francouzské námořnictvo          | Jean de Vienne                       | lehký křižník          | La Galissonnière      | 27. listopadu  | Na základně v Toulonu potopen vlastní posádkou, aby nepadl do německých rukou. | ?      |
| Marseillaise              | Francouzské námořnictvo          | Marseillaise                         | lehký křižník          | La Galissonnière      | 27. listopadu  | Na základně v Toulonu potopen vlastní posádkou, aby nepadl do německých rukou. | ?      |
| Commandant Teste          | Francouzské námořnictvo          | Commandant Teste                     | nosič hydroplánů       | –                     | 27. listopadu  | Na základně v Toulonu potopen vlastní posádkou, aby nepadl do německých rukou. Italové loď později vyzvedli, ale v roce 1944 ji znovu potopil spojenecký nálet. Přestože byla, po osvobození Toulonu, vyzvednuta ještě podruhé, nebyla již nikdy zcela opravena.                   | ?      |
| USS Northampton           | US Navy                          | USS Northampton                      | těžký křižník          | Northampton           | 30. listopadu  | Potopen v bitvě u Tassafarongy | ?      |
| Muzio Attendolo           | Italské královské námořnictvo    | Muzio Attendolo                      | lehký křižník          | Raimondo Montecuccoli | 4. prosince    | V Neapoly ho potopilo spojenecké bombardování. | ?      |
| Tenrjú                    | Japonské císařské námořnictvo    | Tenrjú                               | lehký křižník          | Tenrjú                | 18. prosince   | Potopen ponorkou USS Albacore | ?      |

## 1943
- Legenda k tabulce: † zabito, ± zraněno, × zachráněno či zajato

| Jméno lodi    | Vlastník                      | Fotografie    | Typ                    | Třída           | Datum potopení | Příčina | Ztráty |
| ------------- | ----------------------------- | ------------- | ---------------------- | --------------- | -------------- | --- | ------ |
| USS Chicago   | US Navy                       | USS Chicago   | těžký křižník          | Northampton     | 29. ledna      | Potopen v bitvě u Rennellova ostrova. | ?      |
| HMS Dasher    | Britské královské námořnictvo | HMS Dasher    | eskortní letadlová loď | Avenger         | 27. března     | Zničena vnitřním výbuchem. | ?      |
| Trieste       | Italské královské námořnictvo | Trieste       | těžký křižník          | Trento          | 10. dubna      | V přístavu La Maddalena na Sardinii ho potopila spojenecká letadla. | ?      |
| Mucu          | Japonské císařské námořnictvo | Mucu          | bitevní loď            | Nagato          | 8. června      | potopila se po vnitřní explozi ve Vnitřním moři | ?      |
| USS Helena    | US Navy                       | USS Helena    | lehký křižník          | St. Louis       | 6. července    | V bitvě v zálivu Kula potopena třemi torpédy japonských torpédoborců Suzukaze a Tanikaze. | ?      |
| Džincú        | Japonské císařské námořnictvo | Džincú        | lehký křižník          | Sendai          | 13. července   | Potopen v bitvě u ostrova Kolombangara | ?      |
| Peder Skram   | Dánské královské námořnictvo  | Peder Skram   | pobřežní bitevní loď   | –               | 29. srpna      | Potopen vlastní posádkou. | ?      |
| Roma          | Italské královské námořnictvo | Roma          | bitevní loď            | Vittorio Veneto | 9. září        | Po italské kapitulaci pluly italské bitevní lodě Vittorio Veneto, Italia (ex Littorio) a Roma (vlajková), doprovázené zbytky italských velkých válečných lodí, na Maltu k internaci. Cestou je pomocí kluzákových pum Fritz X napadly německé bombardéry. Romu zasáhly dvě pumy, první pronikla trupem lodi v jejím středu a explodovala pode dnem, zatímco druhá zasáhla přední sklady munice (dopadla v prostoru mezi můstkem a druhou dělovou věží), které přivedla k výbuchu. Loď se po výbuchu rozlomila a potopila. | ?      |
| HMS Charybdis | Britské královské námořnictvo | HMS Charybdis | lehký křižník          | Dido            | 23. října      | Potopen německými torpédovkami T 23 a T 27. | ?      |
| Sendai        | Japonské císařské námořnictvo | Sendai        | lehký křižník          | Sendai          | 2. listopadu   | Potopen v bitvě v zátoce císařovny Augusty. | ?      |
| Čújó          | Japonské císařské námořnictvo | Čújó          | letadlová loď          | Taijó           | 4. prosince    | Potopena americkou ponorkou USS Sailfish | ?      |
| Scharnhorst   | Kriegsmarine                  | Scharnhorst   | bitevní křižník        | Scharnhorst     | 26. prosince   | Potopena britskými loděmi v bitvě u Severního mysu. | ?      |

## 1944
- Legenda k tabulce: † zabito, ± zraněno, × zachráněno či zajato

| Jméno lodi         | Vlastník                      | Fotografie         | Typ                    | Třída        | Datum potopení | Příčina | Ztráty |
| ------------------ | ----------------------------- | ------------------ | ---------------------- | ------------ | -------------- | --- | ------ |
| Kuma               | Japonské císařské námořnictvo | Kuma               | lehký křižník          | Kuma         | 11. ledna      | Potopen ponorkou HMS Tally-Ho                                                                                                | ?      |
| HMS Spartan        | Britské královské námořnictvo | HMS Spartan        | lehký křižník          | Dido         | 29. ledna      | Potopen u Anzia německou kluzákovou pumou.                                                                                   | ?      |
| Naka               | Japonské císařské námořnictvo | Naka               | lehký křižník          | Sendai       | 17. února      | V atolu Truk potopen americkými letadly.                                                                                     | ?      |
| Katori             | Japonské císařské námořnictvo | Katori             | lehký křižník          | Katori       | 17. února      | Poblíž atolu Truk potopen americkými válečnými loďmi.                                                                        | ?      |
| Agano              | Japonské císařské námořnictvo | Agano              | lehký křižník          | Agano        | 17. února      | Poblíž atolu Truk potopen ponorkou USS Skate.                                                                                | ?      |
| HMS Penelope       | Britské královské námořnictvo | HMS Galatea        | lehký křižník          | Arethusa     | 18. února      | U Anzia ho potopila německá ponorka U 410.                                                                                   | ?      |
| Júbari             | Japonské císařské námořnictvo | Júbari             | lehký křižník          | –            | 27. dubna      | Potopen americkou ponorkou USS Bluegill.                                                                                     | ?      |
| Tacuta             | Japonské císařské námořnictvo | Tacuta             | lehký křižník          | Tenrjú       | 18. prosince   | Potopen ponorkou USS Sand Lance                                                                                              | ?      |
| USS Block Island   | US Navy                       | USS Block Island   | eskortní letadlová loď | Bogue        | 29. května     | Potopena poblíž Kanárských ostrovů vlastními torpédoborci po zásahu třemi torpédy německé ponorky U 549.                     | ?      |
| Courbet            | Francouzské námořnictvo       | Courbet            | bitevní loď            | Courbet      | 9. června      | Potopena jako vlnolam při vylodění v Normandii.                                                                              | 0      |
| Taihó              | Japonské císařské námořnictvo | Taihó              | letadlová loď          | –            | 19. června     | Potopena americkou ponorkou USS Albacore                                                                                     | ?      |
| Šókaku             | Japonské císařské námořnictvo | Šókaku             | letadlová loď          | Šókaku       | 19. června     | Během bitvy ve Filipínském moři potopena americkou ponorkou USS Cavalla                                                      | ?      |
| Hijó               | Japonské císařské námořnictvo | Zuihó              | letadlová loď          | Hijó         | 20. června     | Potopena americkými palubními bombardéry.                                                                                    | †247   |
| Bolzano            | Italské královské námořnictvo | Bolzano            | těžký křižník          | –            | 21. června     | Po italské kapitulaci ho obsadili Němci. Proto ho potopili italští žabí muži vybavení britskými řiditelnými torpédy Chariot. | ?      |
| Gorizia            | Italské královské námořnictvo | Třída Zara         | těžký křižník          | Zara         | 26. června     | Po italské kapitulaci ho v La Spezii obsadili Němci. Proto ho potopili italští žabí muži.                                    | ?      |
| Ói                 | Japonské císařské námořnictvo | Ói                 | lehký křižník          | Kuma         | 19. července   | Potopen ponorkou USS Flasher.                                                                                                | ?      |
| Nagara             | Japonské císařské námořnictvo | Nagara             | lehký křižník          | Nagara       | 7. srpna       | Potopen ponorkou USS Croaker.                                                                                                | ?      |
| Natori             | Japonské císařské námořnictvo | Natori             | lehký křižník          | Nagara       | 18. srpna      | Potopen ponorkou USS Hardhead.                                                                                               | ?      |
| Taijó              | Japonské císařské námořnictvo | Taijó              | letadlová loď          | Taijó        | 18. srpna      | Potopena americkou ponorkou USS Rasher                                                                                       | ?      |
| Unjó               | Japonské císařské námořnictvo | Unjó               | letadlová loď          | Taijó        | 17. září       | Potopena americkou ponorkou USS Barb                                                                                         | ?      |
| Musaši             | Japonské císařské námořnictvo | Musaši             | bitevní loď            | Jamato       | 24. října      | Potopena desítkami pum a torpéd svrženými z amerických bombardérů v bitvě v Sibuyanském moři                                 | ?      |
| USS Princeton      | US Navy                       | USS Princeton      | letadlová loď          | Independence | 24. října      | Potopena v bitvě v zálivu Leyte.                                                                                             | ?      |
| Zuikaku            | Japonské císařské námořnictvo | Zuikaku            | letadlová loď          | Šókaku       | 25. října      | Potopena americkými palubními bombardéry v bitvě u mysu Engaño                                                               | ?      |
| Zuihó              | Japonské císařské námořnictvo | Zuihó              | letadlová loď          | Šóhó         | 25. října      | Potopena americkými palubními bombardéry v bitvě u mysu Engaño                                                               | ?      |
| Čitose             | Japonské císařské námořnictvo | Čitose             | letadlová loď          | Čitose       | 25. října      | Potopena americkými palubními bombardéry v bitvě u mysu Engaño                                                               | ?      |
| Čijoda             | Japonské císařské námořnictvo | Čijoda             | letadlová loď          | Čitose       | 25. října      | Potopena americkými palubními bombardéry v bitvě u mysu Engaño                                                               | ?      |
| Atago              | Japonské císařské námořnictvo | Atago              | těžký křižník          | Takao        | 25. října      | Potopen ponorkou USS Darter                                                                                                  | ?      |
| Maja               | Japonské císařské námořnictvo | Maja               | těžký křižník          | Takao        | 25. října      | Potopen ponorkou USS Dace | ?      |
| USS St. Lo         | US Navy                       | USS St. Lo         | eskortní letadlová loď | Casablanca   | 25. října      | Potopena japonským kamikaze.                                                                                                 | ?      |
| Čókai              | Japonské císařské námořnictvo | Čókai              | těžký křižník          | Takao        | 25. října      | Těžce poškozen v bitvě u ostrova Samar. Doražen vlastním torpédoborcem.                                                      | ?      |
| Mogami             | Japonské císařské námořnictvo | Mogami             | těžký křižník          | Mogami       | 25. října      | Potopen během bitvy v průlivu Surigao.                                                                                       | ?      |
| Suzuja             | Japonské císařské námořnictvo | Suzuja             | těžký křižník          | Mogami       | 25. října      | Potopen během bitvě u ostrova Samar.                                                                                         | ?      |
| Fusó               | Japonské císařské námořnictvo | Fusó               | bitevní loď            | Fusó         | 25. října      | potopena americkými plavidly v bitvě v průlivu Surigao                                                                       | ?      |
| Jamaširo           | Japonské císařské námořnictvo | Jamaširo           | bitevní loď            | Fusó         | 25. října      | potopena americkými plavidly v bitvě v průlivu Surigao                                                                       | ?      |
| Tama               | Japonské císařské námořnictvo | Tama               | lehký křižník          | Kuma         | 25. října      | Potopen ponorkou USS Jallao                                                                                                  | ?      |
| Kinu               | Japonské císařské námořnictvo | Kinu               | lehký křižník          | Nagara       | 26. října      | Potopen americkými letadly.                                                                                                  | ?      |
| Abukuma            | Japonské císařské námořnictvo | Abukuma            | lehký křižník          | Nagara       | 26. října      | Potopen americkým letectvem.                                                                                                 | ?      |
| Noširo             | Japonské císařské námořnictvo | Noširo             | lehký křižník          | Agano        | 26. října      | Potopen americkými letadly v bitvě u ostrova Samar.                                                                          | ?      |
| Nači               | Japonské císařské námořnictvo | Nači               | těžký křižník          | Mjókó        | 5. listopadu   | Potopen americkými letadly.                                                                                                  | ?      |
| Tirpitz            | Kriegsmarine                  | Tirpitz            | bitevní loď            | Bismarck     | 12. listopadu  | U Tromsø potopen náletem RAF, která použila speciální velmi těžké pumy Tallboy.                                              | ?      |
| Kiso               | Japonské císařské námořnictvo | Kiso               | lehký křižník          | Kuma         | 13. listopadu  | Potopen americkými letadly.                                                                                                  | ?      |
| Čikuma             | Japonské císařské námořnictvo | Čikuma             | těžký křižník          | Tone         | 25. listopadu  | Těžce poškozena během bitvy u ostrova Samar. Dosažena torpédoborcem Nowaki.                                                  | ?      |
| Kumano             | Japonské císařské námořnictvo | Kumano             | těžký křižník          | Mogami       | 25. listopadu  | Těžce poškozen ponorkami, během oprav na Luzonu zničen letadly z USS Ticonderoga.                                            | ?      |
| Schleswig-Holstein | Kriegsmarine                  | Schleswig-Holstein | predreadnought         | Deutschland  | 18. prosince   | Po útoku britských bombardérů dosedl na dno. Dne 21. března 1945 byl vrak zdemolován odpálením náloží.                       | ?      |
| Kongó              | Japonské císařské námořnictvo | Kongó              | bitevní loď            | Kongó        | 21. listopadu  | Potopena v Tchajwanském průlivu americkou ponorkou USS Sealion                                                               | ?      |
| Šinano             | Japonské císařské námořnictvo | Šinano             | bitevní loď            | Jamato       | 29. listopadu  | Potopena čtyřmi torpédy vypuštěnými americkou ponorkou USS Archerfish (SS-311)                                               | ?      |
| Unrjú              | Japonské císařské námořnictvo | Unrjú              | letadlová loď          | Unrjú        | 6. prosince    | Potopena americkou ponorkou USS Redfish                                                                                      | ?      |

## 1945
- Legenda k tabulce: † zabito, ± zraněno, × zachráněno či zajato

| Jméno lodi       | Vlastník                      | Fotografie       | Typ                    | Třída          | Datum potopení | Příčina | Ztráty |
| ---------------- | ----------------------------- | ---------------- | ---------------------- | -------------- | -------------- | --- | ------ |
| USS Ommaney Bay  | US Navy                       | USS Ommaney Bay  | eskortní letadlová loď | Casablanca     | 4. ledna       | Těžce ji poškodil japonský letoun kamikaze. Vrak poté potopil americký torpédoborec USS Burns (DD-588). | ?      |
| USS Bismarck Sea | US Navy                       | USS Bismarck Sea | eskortní letadlová loď | Casablanca     | 4. ledna       | Během invaze na Iwodžimu potopena útokem letounů kamikaze. | ?      |
| La Motte-Picquet | Francouzské námořnictvo       | La Motte-Picquet | lehký křižník          | Duguay-Trouin  | 12. ledna      | Od roku 1941 byl internován a odzbrojen Japonci. V roce 1945 ho v Indočíně zničilo americké letectvo. | ?      |
| Kashii           | Japonské císařské námořnictvo | Kashii           | lehký křižník          | Katori         | 12. ledna      | V Indočíně zničilo americké letectvo. | ?      |
| Gneisenau        | Kriegsmarine                  | Gneisenau        | bitevní křižník        | Scharnhorst    | 23. března     | Potopena jako blokádní loď v přístavu Gdyně. |        |
| Jamato           | Japonské císařské námořnictvo | Jamato           | bitevní loď            | Jamato         | 7. dubna       | Operace Ten-gó – severně od Okinawy potopena americkými letadly | ?      |
| Isuzu            | Japonské císařské námořnictvo | Isuzu            | lehký křižník          | Nagara         | 7. dubna       | Potopen spojeneckými ponorkami. | ?      |
| Jahagi           | Japonské císařské námořnictvo | Jahagi           | lehký křižník          | Agano          | 7. dubna       | Během operace Ten-gó potopen palubními letouny TF 58. | ?      |
| Admiral Scheer   | Kriegsmarine                  | Admiral Scheer   | pancéřová loď          | Deutschland    | 9. dubna       | Potopen na Baltu britskými letadly. | ?      |
| Köln             | Kriegsmarine                  | Köln             | lehký křižník          | Königsberg     | 9. dubna       | V Kielu zničen britským náletem. | ?      |
| Emden            | Kriegsmarine                  | Emden            | lehký křižník          | –              | 3. května      | Zničen britským náletem. | ?      |
| Admiral Hipper   | Kriegsmarine                  | Admiral Hipper   | těžký křižník          | Admiral Hipper | 3. května      | Vyřazen britským náletem. | ?      |
| Lützow           | Kriegsmarine                  | Lützow           | pancéřová loď          | Deutschland    | 4. května      | Těžce poškozen britským náletem a potopen vlastní posádkou. | ?      |
| Schlesien        | Kriegsmarine                  | Schlesien        | predreadnought         | Deutschland    | 4. května      | Ve 3:01 dne 3. května 1945 loď, poblíž Swinemünde, najela na minu. Jejímu potopení se podařilo zabránit jen za cenu jejího usazení na mělčinu. Následující den byla poškozena leteckým útokem a následně vyhozena do vzduchu, aby nepadla do rukou postupujících Sovětů. | ?      |
| Haguro           | Japonské císařské námořnictvo | Haguro           | těžký křižník          | Mjókó          | 16. května     | V Malackém průlivu přepaden a potopen v bitvě s britskou 26. flotilou torpédoborců. Zasáhla ho tři torpéda. | ?      |
| Ašigara          | Japonské císařské námořnictvo | Ašigara          | těžký křižník          | Mjókó          | 8. června      | V úžině Bangka se dostal do potyčky s trojicí spojeneckých ponorek, ve které ho HMS Trenchant potopila zásahem pěti torpéd. | ?      |
| Šinjó            | Japonské císařské námořnictvo | Šinjó            | letadlová loď          | –              | 24. července   | Potopena ponorkou USS Spadefish | ?      |
| Hjúga            | Japonské císařské námořnictvo | Hjúga            | bitevní loď            | Ise            | 24. července   | Těžce poškozená náletem byla usazena na mělčinu u přístavu Kure. | ?      |
| Tone             | Japonské císařské námořnictvo | Tone             | těžký křižník          | Tone           | 24. července   | Potopen při americkém náletu na přístav Kure. | ?      |
| Ise              | Japonské císařské námořnictvo | Ise              | bitevní loď            | Ise            | 28. července   | potopena náletem v přístavu Kure | ?      |
| Haruna           | Japonské císařské námořnictvo | Haruna           | bitevní loď            | Kongó          | 28. července   | potopena americkými letouny ve svém kotvišti v Kure | ?      |
| Aoba             | Japonské císařské námořnictvo | Aoba             | těžký křižník          | Aoba           | 28. července   | Zničena americkými bombardéry při náletech na Kure. | ?      |
| Ójodo            | Japonské císařské námořnictvo | Ójodo            | lehký křižník          | –              | 28. července   | Potopen americkými bombardéry při náletech na Kure. | ?      |
| Amagi            | Japonské císařské námořnictvo | Amagi            | letadlová loď          | Unrjú          | 29. července   | Potopena americkým letectvem v Kure | ?      |
| USS Indianapolis | US Navy                       | USS Indianapolis | těžký křižník          | Portland       | 30. července   | Potopen japonskou ponorkou I-58. | ?      |